# Ben Chandler
Albert Benjamin „Ben” Chandler III (ur. 12 września 1959) – amerykański polityk, członek Partii Demokratycznej. W latach 2004–2013 był przedstawicielem szóstego okręgu wyborczego w stanie Kentucky w Izbie Reprezentantów Stanów Zjednoczonych.